# アトミック・キトゥン
アトミック・キトゥン (Atomic Kitten) は、イギリスのリバプールで結成されたアイドルグループ。主にイギリスで大ヒットした。

## メンバー
- リズ・マクラーノン (Liz McClarnon, 1981年4月10日 -)
- ナターシャ・ハミルトン (Natasha Hamilton, 1982年7月17日 -)
- ジェニー・フロスト (Jenny Frost, 1978年2月22日 -)（2001年1月ケリー・カトーナと交代）
- ケリー・カトーナ (Kerry Katona, 1980年9月6日 -)

## 来歴

### 2000年 - 2002年、結成〜デビュー
1998年にイギリスのミュージシャンによって最初に考案され、フロントマンとして最もよく知られているアンディ・マクラスキーニューウェーブグループOMDのメンバー。カール・バルトスKraftwerkは、1996年の解散後、彼の歌の手段として新しいバンドを作ることを提案、グランジとインディーロック。リズは、仲間のOMDメンバーとともにAtomic Kittenを結成。スチュアート・カーショーとペアは、1990年代後半から2000年代前半にかけて、グループのスタジオ録音の首席ソングライターを務めました。
当初はリズ・マクラーノン、ケリー・カトナ、そしてハイディ・レンジであり、ナターシャは加入していなかった。ケリーは自伝「Too Much, Too Young: My Story of Love, Survival and Celebrity」の中で、デザイナーのメアリー・ラムが所有するファッションレーベルの名前であるAutomatic Kittenに定着する前に、ExitやHoneyheadsなどの名前を熟考したと述べた。
ケリーが母親にバンドのことを話すために家に帰ったとき、母親の友人は「オートマティック・キトン」を発音できず、「アトミック・キトン」と言い続けた結果、ケリーはその名前を気に入って、バンド仲間にそのことを話し、彼らは皆同じように感じ、名前は定着するも、レンジは別のレコード契約を申し出られて後に辞め、代わりに1999年5月のナターシャ・ハミルトンが加入。
デビューシングル「Right Now」は1999年11月下旬にリリースされ、イギリスのシングルチャートにて10位にランクイン。「See Ya」も2000年3月に続き、6位。この成功に続いて、アジアツアーを行い、「Cradle」でアジア初のナンバーワンヒットを達成しました。2000年、彼らは「映画のための「ロコモーション」トーマスと魔法の鉄道。アルバムのタイトルもRight Nowは、2000年3月16日に日本で最初にリリースされ、さらに2つのシングルをリリースした後、2000年10月23日に英国でリリース。「I Want Your Love」と「Follow Me」はトラックリストは日本盤とイギリス盤では異なる。
「Whole Again」はケリーが作詞を担当、ナターシャとリズがコーラスを歌っている。ヨーロッパではアルバムは39位となる。グローバル市場とレーベルに焦点を当てる当初の計画はなくイノセント・レコードは、彼らの限られた成功のために、彼らをドロップすることさえ考えていた。しかし、レコード会社は説得され、アルバムからもう1つのシングルとして「Whole Again」がリリースされ、イギリスで初のナンバーワンヒットとなり、4週連続でトップにとどまった。
この成功により、「Whole Again」は世界中でリリースされ、ドイツとニュージーランドでの6週間を含む他の18カ国で1位になる。「Whole Again」の曲とビデオはもともとケリーをフィーチャーしていたが、シングルのリリースの数日前に、彼女は結婚と妊娠のためグループを卒業。
ケリーが卒業後に元プレシャスのメンバーであるジェニー・フロストが彼女の後任となり、シングルのミュージックビデオが再撮影され「Whole Again」の米国ビデオもリリース。ケリーとジェニーの切り替えにより、Right Nowのアルバムを部分的に再録音して再リリースするという決定につながり、2001年8月に英国で1位、ダブルプラチナを獲得。このアルバムは、ドイツやデンマークを含むいくつかのヨーロッパ諸国でもトップ10入りを果たし、その年の「ブリットアワード」にて「ブリティッシュ・シングル・オブ・ザ・イヤー」、「ブリティッシュ・ニューカマー・オブ・ザ・イヤー」にノミネートされた。
次のシングルは「Eternal Flame」はバングルズのカバーであり、1989年のヒットは、イギリスとニュージーランドで2番目のナンバーワンシングルとなる。フランスで最大のシングルとなり、2位にランクイン、最終的にゴールドになりました。
2001年後半、シングル「You Are」をリリース。

### 2002年 - 2003年、新生Atomic Kitten 誕生
アンディ・マクラスキーとスチュアート・カーショーとのソングライティングとプロデュースの契約は、グループ内の緊張の高まりの原因となり、レコード会社が「Whole Again」に似た曲をプロデュースすることを主張することに不満を抱き、アルバムのレコーディング中に二人は脱退。2ndアルバム「Feels So Good」からリリースされたシングルトラックは「It's OK!」The Tide Is High (Get the Feeling)」「The Last Goodbye / Be With You」、「Love Doesn't Have To Hurt」がリリースされた。
「It's OK」は、イギリスで3位を記録、次のシングルは「The Tide Is High (Get the Feeling)」で、1967年の曲のリメイクで、パラゴンブロンディは1980年にカバーし、イギリスとニュージーランドで3枚目のナンバーワンシングルとなり、その年の「ブリットアワード」にて「ブリティッシュ・シングル・オブ・ザ・イヤー」にノミネートされた。
2002年4月、ナターシャの妊娠を発表したが、産休に入る前にプロモーションを続けることを選ひま、これには、予定されていた2002年のツアー、「Tide is High (Get the Feeling)」ビデオ、および「Feels So Good」メドレーや「パーティー・イン・ザ・パーク」の出演スケジュールが含まれていた。
2003年1月から2月にかけて東南アジアをツアーし、シンガポール、タイ、韓国公演を行い、2002年8月24日に息子のジョシュを出産したナターシャは、彼をツアーに同伴した。

### 2003年 - 2008年 3rdアルバムの発売と活動休止
2003年4月、アルバムをアメリカでアルバムをリリースしたが、最高位が102位とふるわずこの後、グループはヨーロッパ、オセアニア、アジアでの活動を中心に行う。
3rdアルバムのレコーディング前に、クール&ザ・ギャングは、彼らのヒット曲のアップデート版を録音し、「Ladies Night」を歌詞を歌うガールズグループを探し、アイデアを気に入って、次のアルバムに使えるかどうか尋ねました。前2枚のアルバムで主にソングライターに頼った後、グループは重要なクリエイティブコントロールを取り、15曲のうち8曲を共同で作詞・作曲し、「Ladies Night」は2003年11月10日にリリースされ、イギリスのアルバムチャートで5位を記録。30万枚を超える売り上げでプラチナ認定を受けた。
2004年3月、グループはダブルAサイドシングル「Someone like Me」/「Right Now 2004」をリリースし、ベスト・アルバムであるGreatest Hits のリリースと今後のリリースをサポートするためにツアーに乗り出した。ツアーが始まる少し前に、グループはツアー終了後に活動休止を発表。ツアーの最後のコンサートはDVDでリリース。
2004年4月19日にウェンブリー・アリーナで行われたグレイテスト・ヒッツ・ライブが最後のライブとなる。
2005年、部分的に再録音されたバージョン「リズとジェニーの新しいボーカルを収録したデビューアルバム「Right Now」の「Cradle 2005」がチャリティーシングルとしてリリースされる。後に、カップリング・ベストアルバム「Access All Areas: Remixed & B-Sides」に収録され、その年の7月にアジアでGreatest Hits Live DVDと一緒にリリース。
ほぼ同じ時期に、このグループはディズニー映画であるムーランIIのサウンドトラックに取り上げられました「(I Wanna Be) Like Other Girls」という曲レコーディング、8月28日にコカ・コーラ・サウンドウェーブ・フェスティバルに出演。
2006年、チャリティーシングルが「All Together Now」がリリース、2006年のFIFAワールドカップで、ドイツ語圏の国でのみリリースされ、ドイツのトップ20でピークに達した。グループは2006年12月31日の香港で行われたノキア大晦日音楽祭に出演
2008年に再び再会し、1月19日のLiverpool Echo Arenaは、リバプールの年を祝い、ヨーロッパの文化首都、リバプールのアーティストが合計56の英国ナンバーワンシングルを持っているという事実。また、イベントを記念して、同じ月にグループは「Anyone Who Had a Heart」は、UKシングルチャートで78位を記録。グループは2008年7月12日のキングス・リン・フェスティバルと2008年7月19日のリバプールのヘイドック・パークでも演奏した。

### 2012年 - 2013年 The Big Reunion出演
2012年3月、ナターシャは、グループが夏のツアーのために再会し、2011年のステップスの再会とリアリティ番組の成功に続いて、カムバックに関する独自のリアリティテレビ番組に出演する交渉中であることがわかった。
11年前にグループを卒業したケリーがナターシャ、リズ、ジェニーと一緒に4人でのステージでパフォーマンスをすることを望んでいると述べたが、実現しなかった。しかし、2012年10月18日、(リズ、ナターシャ、ケリー)のラインナップが、911、Honeyz、B*Witched、5ive、Liberty Xといった5組のポップグループとともに、ITV2シリーズThe Big Reunionのために再結成することが発表され、ケリーの後継メンバーであるジェニーも関わっていたが、妊娠中だったため辞退。
2013年2月17日、アラン・ティッチマーシュ・ショーに出演し、ケリーはグループが独自の香水フレグランスをリリースする契約を結んだと発表。ナターシャは後に、新アルバムをリリースすると付け加え、「私たちはすでにスタジオにいて、もっと音楽を書きたいので、すべてとてもエキサイティングです。」3月14日、ナターシャはグループが新しい素材をリリースすることを再確認し、「間違いなくシングルとアルバムがあります」と述べた。また、フレグランス契約についても、彼女は次のように付け加えました。「私たちは香水契約を結んだ。私たちは独自の香水を発売予定であり、Right Now」、「The Tide Is High」、「Whole Again」はThe Big Reunion Albumから取られており、私たち3人を表すのは3つの異なる匂いになり、ファンは1つのパケットで3つを手に入れ、私たちは会社のオフィスに行き、フレグランスを作り、ロンドンのクラリッジでのヘルス宝くじシャンパンティーで、ハミルトンはカムバックの可能性があるシングルについて次のように述べ、実際に昨夜新しいシングルを録音し、私たちは文字通りそれをやったばかりで午後11時にスタジオを出て、歌を歌うのをやめられなかった。私は眠れませんでした - 私はベッドで歌っていました!それは現代的なので、私たちは進歩しました。今言えることはそれだけです。シングルがあれば、間違いなくアルバムがあるでしょう。」と語った。
The Big Reunionにてナターシャは、母親になることとツアーのプレッシャーの下で、グループの卒業を決めたことを明らかにし、彼女が出産してからわずか9ヶ月後のうつ病を発症し、グループの休止につながった。
The Big Reunionのグループは、もともとロンドンのハンマースミス・アポロで1回限りのカムバック・コンサートを行うことになっており、セットリストは、「Right Now」、「The Tide Is High (Get the Feeling)」、「Whole Again」で構成された。
2月11日、高いチケット需要とシリーズの人気により、2013年5月3日から14日まで英国アリーナツアーが行われることが発表され5月16日と17日にさらに2つの日程が追加され、ツアーは合計14回になる。The Big Reunionの大成功により、再結成したグループは2013年12月にThe Big Reunion : Christmas Party Tourにも参加することが発表された。
2013年12月、10年ぶりの新作を録音し、ショーの他のグループとともに、ウィザードの「I Wish It Could Be Christmas Everyday」のカバーであるテキスト・サンタのためのクリスマス・チャリティー・シングルをリリース、この曲はイギリスで13位を記録。
ケリーの妊娠の発表後、グループの将来について、または新譜がリリースされるかどうか確信が持てないことが発覚、リズは4月6日、グループが2014年11月にEast 17とAll Saintsなどとツアーを行うことを発表しましたが翌週、予期せぬ事情によりツアーがキャンセルされたことが発表、2014年11月、ケリーは、グループが2015年にニューアルバムをリリースし、ツアーすると述べた。グループの計画された「15: The Greatest Hits」ツアーは、2015年5月中旬にキャンセルされ、理由は発表されていないが、2015年11月、グループはコンピレーションアルバム「Whole Again – The Best of Atomic Kitten」をリリース。
2016年、Liberty Xのミシェル・ヒートンは、グループの国際公演中にリズの代等を務め、11月12日、ケリー、ナターシャ、リズは、有名なアーティストを惹きつけることで知られるサウスデボンの小さなライブ音楽会場、ピッグズノーズインに登場。2017年のツアーの前奏曲を披露することを選んだ。同年2月にB*Witched、S Club 3、East 17、Liberty Xとともにオーストラリアとニュージーランドで公演を行い、ヒートンは再びリズの代役を務める。同年11月、ケリーは自身のSNSアカウントで、もはやグループの一員ではないと述べ、卒業ではなく、脱退となり、ナターシャとリズはデュオとして活動を続けた。

### 2020年 - 2024年 ジェニーの復帰、グループ活動終了
2020年6月、ジェニーは、セラピストのリサ・ジョンソンとナターシャ自身が主催する「ライフストーリー-インタビューシリーズ」の一環として、ナターシャとリズのオンラインインタビューに参加。一緒に過ごした時間と、ガールズバンドに所属していることが個人のメンタルヘルスに与えた影響について話し合った。
2021年7月6日、グループはUEFAユーロ2020でイングランドを応援する「Whole Again」のリメイクタイトルは「Southgate You're the One (Football's Coming Home Again)」をリリースし、2008年以来初めてシングルリリースのためにジェニーが復帰した。「旋風のような数日間でしたが、このバージョンのWhole Againでイングランドの街を埋め尽くしている素晴らしいエネルギーと愛国心に貢献できることを非常に興奮し、感謝しています。ガレス・サウスゲートと超才能のあるイングランドのサッカーチームをサポートするイングランドのサッカーファンに完全に触発され、私たちは大声で誇らしげに「Football's Coming Home Again」を歌い、2021年11月29日、ジェニーが完全復帰と述べた。
2022年までに、リズとナターシャはデュオとして活動継続。
2023年5月7日、リズとナターシャは、ユーロビジョン・ソング・コンテストのためにリバプールの音楽を祝うコンサートに出演。
2024年10月11日、ナターシャはインスタグラムのアカウントを通じて、ソロ活動に専念するために、2日後の最後のパフォーマンスの後、グループ活動終了を発表。

### ソロ活動
- ナターシャ・ハミルトンはシングル、"The Way You Move" をリリース。
- リズ・マクラーノンは "Woman in Love / I Get the Sweetest Feeling" をリリース。UKチャート5位を記録。
- ジェニー・フロストは "Crash Landing" をリリースしたがUKチャート47位にとどまる。また "Bad Girl" をリリース。

## ディスコグラフィー

### アルバム
| 年                                        | タイトル      | アルバム詳細                                                                                                  | チャート最高位 | チャート最高位 | チャート最高位 | チャート最高位 | チャート最高位 | チャート最高位 | チャート最高位 | チャート最高位 | チャート最高位 | チャート最高位 | 認定 |
| 年                                        | タイトル      | アルバム詳細                                                                                                  | UK             | AUS            | AUT            | BEL            | DEN            | GER            | IRE            | NLD            | NZ             | SWI            | 認定 |
| ----------------------------------------- | ------------- | --- | -------------- | -------------- | -------------- | -------------- | -------------- | -------------- | -------------- | -------------- | -------------- | -------------- | --- |
| 2000                                      | Right Now     | - 発売日: 2000年10月23日 - レーベル: Innocent - フォーマット: CD, cassette - 全英売上: 60万枚                 | 1              | 86             | 8              | 8              | 4              | 6              | 9              | 44             | 12             | 4              | - UK: 2× プラチナ - DEN: ゴールド - GER: ゴールド - NZ: プラチナ - SWI: ゴールド                                 |
| 2002                                      | Feels So Good | - 発売日: 2002年9月9日 - レーベル: Innocent - フォーマット: CD, cassette, digital download - 全英売上: 60万枚 | 1              | 21             | 3              | 12             | 12             | 6              | 5              | 6              | 3              | 7              | - UK: 2× プラチナ - AUS: プラチナ - AUT: ゴールド - DEN: ゴールド - NLD: ゴールド - SWI: ゴールド - NZ: プラチナ |
| 2003                                      | Ladies Night  | - 発売日: 2003年11月10日 - レーベル: Innocent - フォーマット: CD, digital download - 全英売上: 30万枚         | 5              | 67             | 10             | 71             | —              | 12             | 28             | 24             | 3              | 11             | - UK: プラチナ - AUT: ゴールド - NZ: ゴールド                                                                    |
| "—"は未発売またはチャート圏外を意味する。 |               | |                |                |                |                |                |                |                |                |                |                | |